# 高達樂
克勞德·高達樂（法語：Claude Cadart，1927年11月12日—2019年5月4日），亦譯為克洛德·卡達爾，是法國歷史學家、漢學家。師承謝諾，並以研究近代中國之歷史、政治、國際關係而聞名學術界，亦曾是法國巴黎高等政治學院國際關係研究中心（CERI-Sciences Po）的研究員。夫人為早期中國共產黨領袖彭述之的女兒程映湘。

## 生平
1927年11月12日出生於巴黎。在第二次世界大戰結束後，於巴黎的高等院校修習歷史學、政治學，以及法學。1955年於巴黎的東方語言學院進修漢語和中國文化學科；1958年，取得東方語言學院的漢語學位。1960年代初期，即進入法國巴黎高等政治學院國際關係研究中心與法國國家科學研究中心擔任研究工作。於1979年以後，曾多次前往中國進行考察和訪問。

2019年5月4日逝世，享壽91歲。